# Neolophonotus umbrivena
Neolophonotus umbrivena är en tvåvingeart som beskrevs av Jason Gilbert Hayden Londt 1987. Neolophonotus umbrivena ingår i släktet Neolophonotus och familjen rovflugor. Inga underarter finns listade i Catalogue of Life.